# 423 (tal)
423 är det naturliga heltal som följer 422 och följs av 424.

## Matematiska egenskaper
- 423 är ett polygontal[1].
- 423 är ett udda tal.

## Övrigt
- 423 Diotima är en stor asteroid.